# Wohnflächenverordnung
Die Wohnflächenverordnung (WoFlV) ist eine deutsche Verordnung, die Wohnflächen definiert und ihre Berechnung regelt. Die Verordnung bezieht sich dabei dezidiert auf Mietwohnraum im Zusammenhang mit dem Wohnraumförderungsgesetz (WoFG), dort „sind die Vorschriften dieser Verordnung anzuwenden“. Sie ist seit 1. Januar 2004 in Kraft.
Die Wohnflächenverordnung basiert auf den §§ 42–44 der II. Berechnungsverordnung (BV) und löst diese ab. Berechnungen, die vor 2004 auf Basis der alten Regelung erstellt wurden, bleiben weiterhin gültig, solange keine baulichen Änderungen vorgenommen werden, die eine Neuberechnung erforderlich machen.
Unterschiede zu den vorhergehenden Regelungen sind:
- In der Regel wird die Grundfläche von Balkonen, Loggien und Terrassen zu einem Viertel, höchstens jedoch zur Hälfte als Wohnfläche angerechnet.[3] Ein Sichtschutz (sogenannter „gedeckter Freisitz“) wird bei Terrassen nicht mehr vorausgesetzt. Der Begriff des Freisitzes ist aus der II. BV. nicht übernommen worden.
- Ein genereller Abzug für Wandputz in Höhe von 3 % ist nicht mehr vorgesehen, da die Wohnfläche nach lichten Maßen zu berechnen ist. In die Flächenermittlung können jetzt auch Erker und Wandschränke einbezogen werden, selbst wenn deren Grundfläche kleiner als 0,5 m² ist.
- Auch die Grundflächen von Schornsteinen, Vormauerungen, Bekleidungen, freistehenden Pfeilern und Säulen werden berücksichtigt, wenn ihre Höhe unter 1,5 m bleibt, weil sie dann als Ablagemöglichkeit nutzbar sind. Sind sie höher als 1,5 m und ist ihre Grundfläche dabei größer 0,1 m² bleiben sie gemäß § 3 Abs. 3 Nr. 2 WoFlV unberücksichtigt.[4]
- Soweit Wintergärten nicht beheizbar sind, können sie lediglich zur Hälfte als Wohnfläche angerechnet werden. Beheizbare Wintergärten zählen komplett zur Wohnfläche.
- Der bisherige Abzug von pauschal 10 % bei Gebäuden mit nur einer Wohnung ist weggefallen.
- Während bis Ende 2003 Flächen unter Treppen nicht als Wohnfläche gewertet wurden, wenn ihre lichte Höhe weniger als 2 m betrug, zählen diese seit 2004 zur Wohnfläche, sobald die lichte Höhe größer als 1 m ist.

Flächen, deren lichte Höhe weniger als einen Meter beträgt, werden weiterhin nicht berücksichtigt. Flächen mit einer lichten Höhe zwischen einem und zwei Metern werden zur Hälfte angerechnet.